# Eriksberg, Stockholm

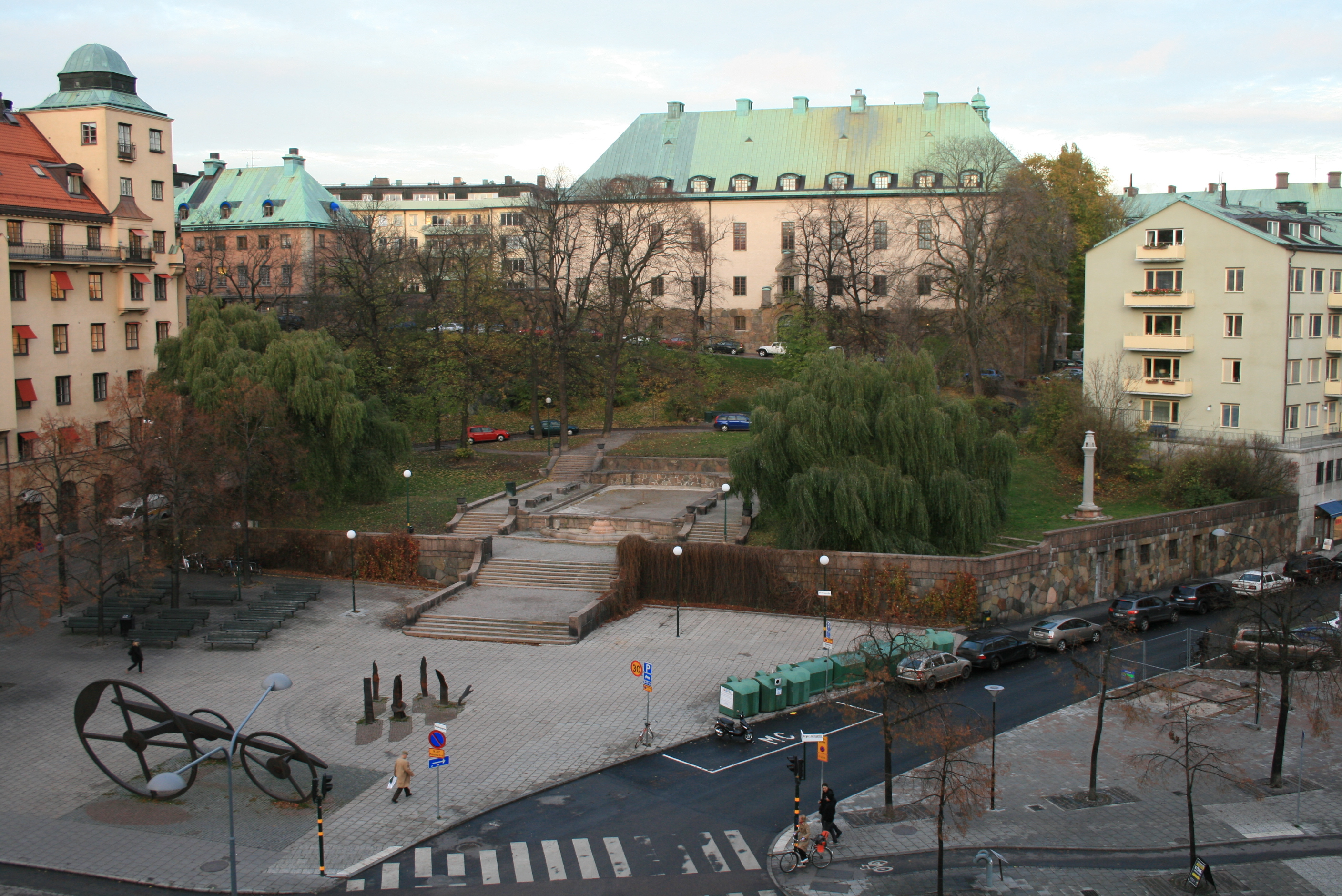
Eriksbergsplan framför Eriksbergsparken och Timmermansordens hus.

Eriksberg är ett informellt område i stadsdelen Östermalm i Stockholms innerstad.
Eftersom området är informellt har det inga fastställda gränser, men en vanlig avgränsning är Birger Jarlsgatan, Kungstensgatan, Karlavägen, Engelbrektsgatan. Centralt på en höjd i området ligger Eriksbergsparken med Timmermansordens hus framför Eriksbergsplan. Eriksbergsgatan slingrar sig genom området och korsar den lägre liggande Runebergsgatan på en viadukt.

## Historia

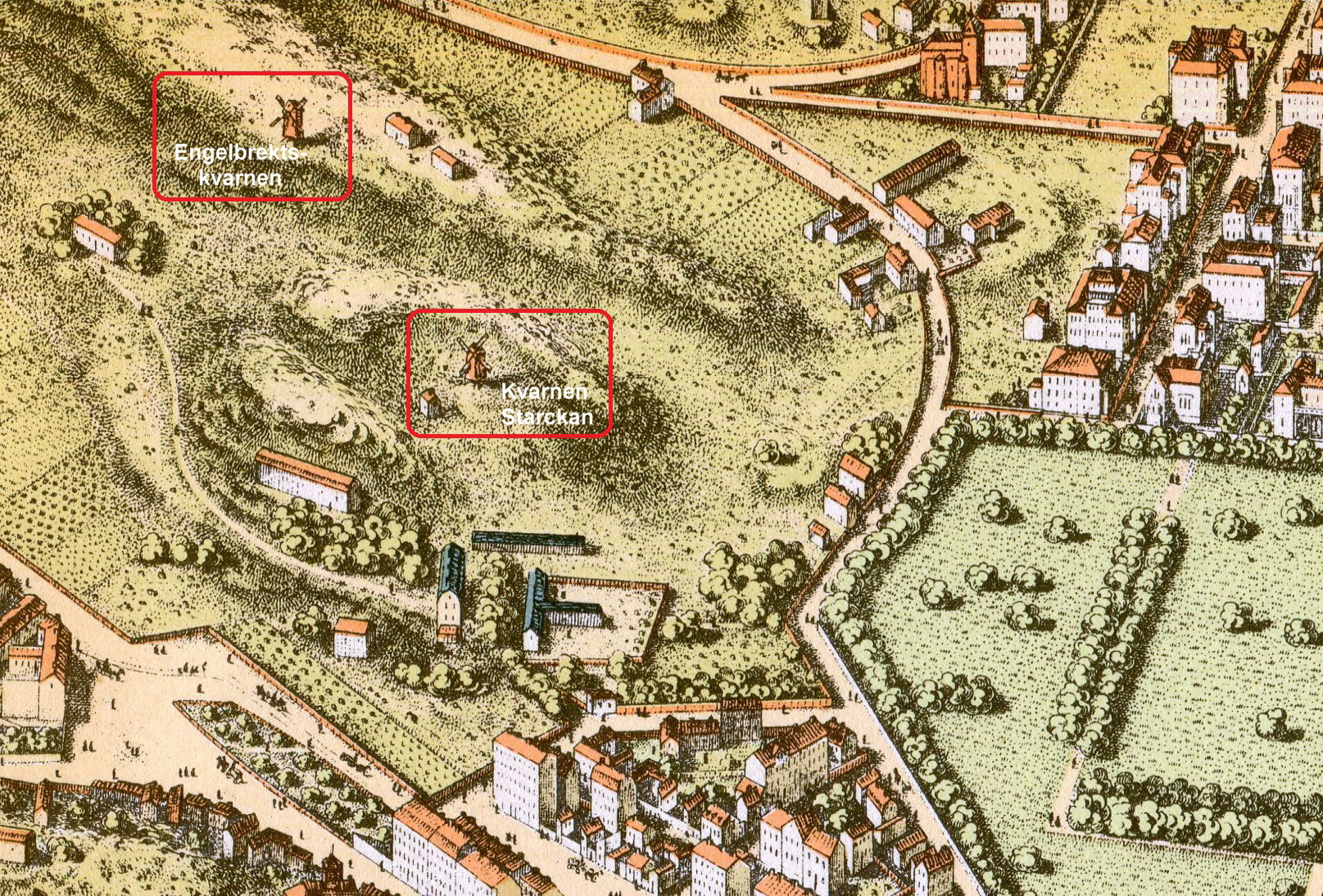
Eriksbergsområdet på Heinrich Neuhaus panorama, 1870.

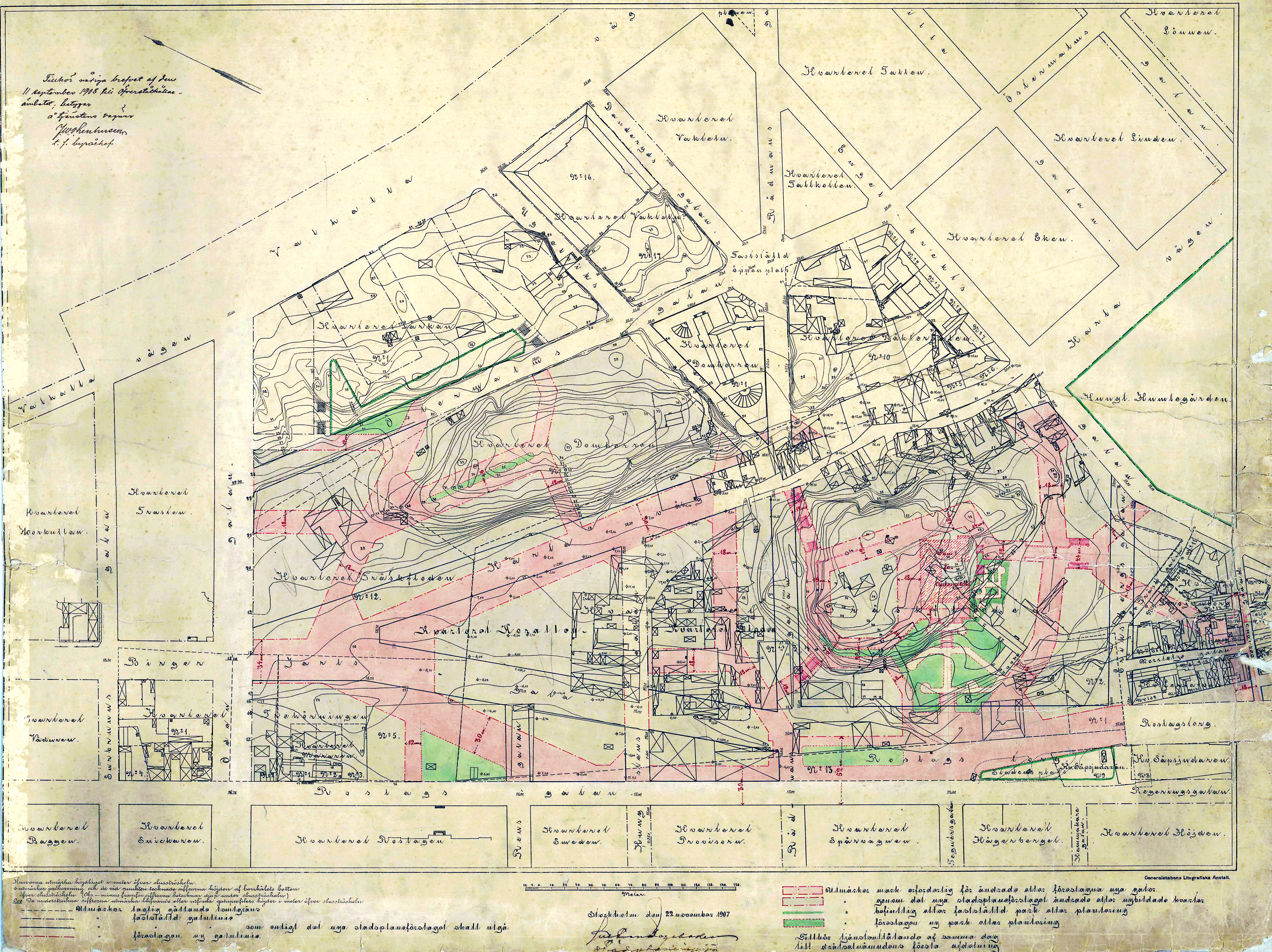
Stadsplan från november 1907.

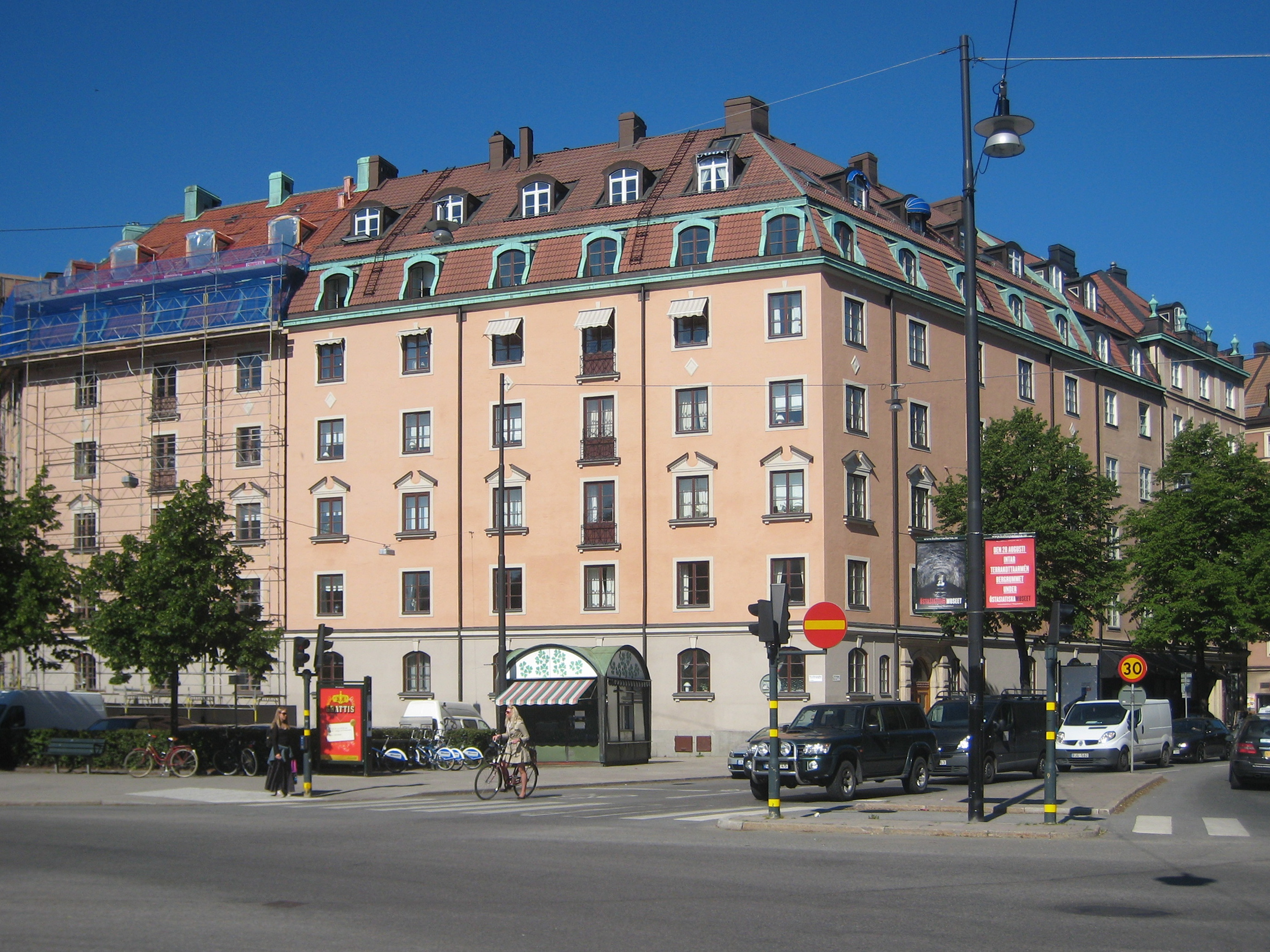
Runebergsplan och kvarteret Aspen i det nordöstra hörnet av området. Samtliga hus på bilden är ritade av Hjalmar Westerlund.

Området har namn efter en egendom, känd från omkring 1670. Då den på 1750-talet kom i trädgårdsmästare Erik Lindboms ägo fick den namnet Eriksberg. Mellan 1780 och 1784 var Eriksbergsteatern inhyst på egendomen, som den enda dramatiska teatern på svenska språket i Stockholm vid denna tid.  År 1788 köptes egendomen av Timmermansorden som, förutom ordenslokal, inrättade ett hem för invalider. Bergsområdet som låg öster om Träsket hade tidigare kallats Träskbacken, och hyste bland annat två kvarnar, Lilla Träskan och Stora Träskan.
Under 1800-talet flyttade staden allt närmare Eriksberg, men området väster om Villastaden och Humlegården förblev länge obebyggt. Förutom den kuperade terrängen hindrades planläggningen av tvister mellan Timmermansorden och staden kring ägandeförhållanden. Arkitekten Per Olof Hallman, som senare blev stadsplanedirektör i Stockholm, utarbetade år 1902 ett förslag för området. I förslaget följde gatorna den naturliga kuperingen och det reserverades mark för en monumental byggnad åt Timmermansorden. Efter många diskussioner och vissa förändringar fastställdes år 1908 en stadsplan som byggde på Hallmans förslag, och som hade modifierats av stadsplaneingenjören Gustaf von Segebaden. Året därpå namngavs gatorna, och 1912 inleddes byggnadsverksamheten på Eriksbergsgatan söder om Runebergsgatan. Bland de första husen som stod färdiga var de Whitlockska och Detthowska skolorna, och kring dessa växte fem våningar höga hyreshus med tegelfasader.
1911 utlystes en arkitekttävling för den monumentala ordensbyggnaden som skulle bilda fond till Tegnérgatan. Tävlingen omfattade förutom själva huvudbyggnaden även förslag om byggnadssätt för de angränsande kvarteren. Georg A. Nilsson vann tävlingen med ett vasaborg-inspirerat förslag. Realiserandet kom dock att gå till Isak Gustaf Clason, som var ledamot i prisnämnden. Bygget påbörjades 1914 men försenades i och med krigskonjunkturen och avslutades inte förrän 1927.
Husen mot Tegnérgatan i kvarteret Häggen färdigställdes snart enligt ett förslag av Hagström & Ekman. Här inhystes också biografen Eriksberg. Byggnationerna av de angränsande kvarteren kom dock att försenas till följd av en vikande världskonjunktur, och exploaterades kvarteren med hyreshus huvudsakligen under 1920-talet. Många av 1920-talsfastigheterna ritades av Hjalmar Westerlund som bland annat ritade alla hus utom ett i kvarteret Aspen, i korsningen Runebergsgatan/Karlavägen.
Området färdigbebyggdes 1935 i och med färdigställandet av Birger Jonsons modernistiska hus på ömse sidor Ordenshuset.

## Bilder

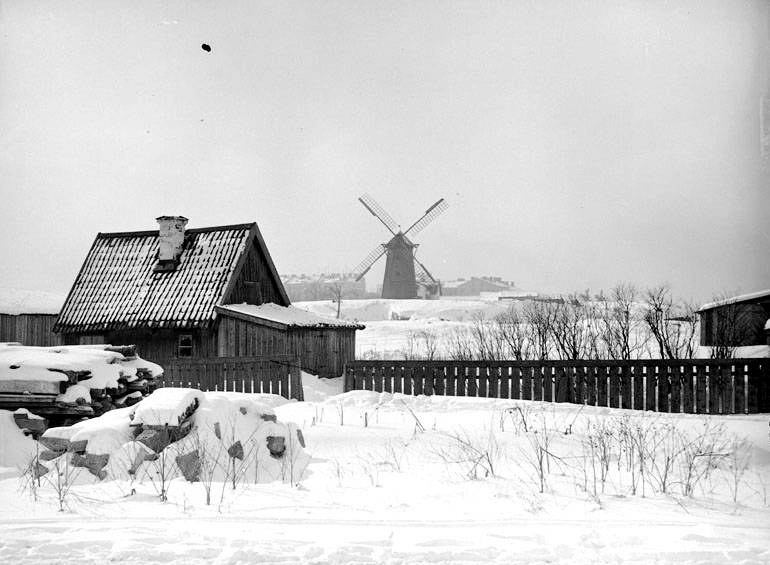
Eriksbergsområdet på 1880-tal med kvarnen Starckan i fonden.
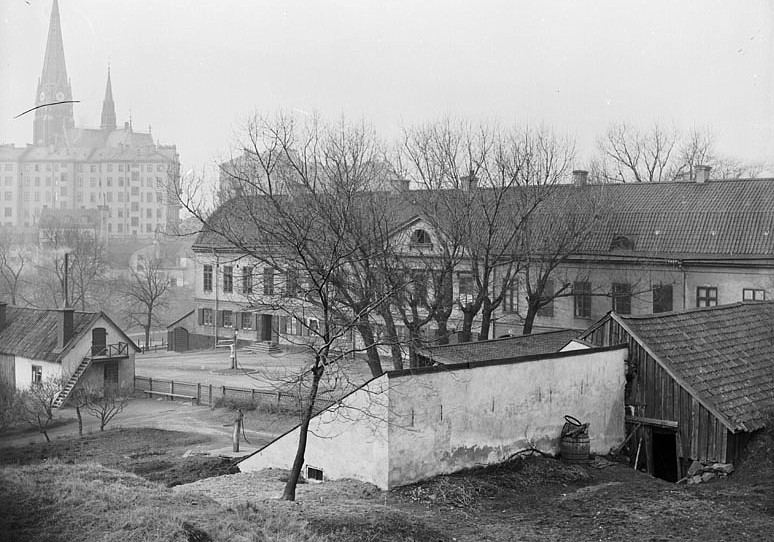
Timmermansordens gamla stamhus, 1893.
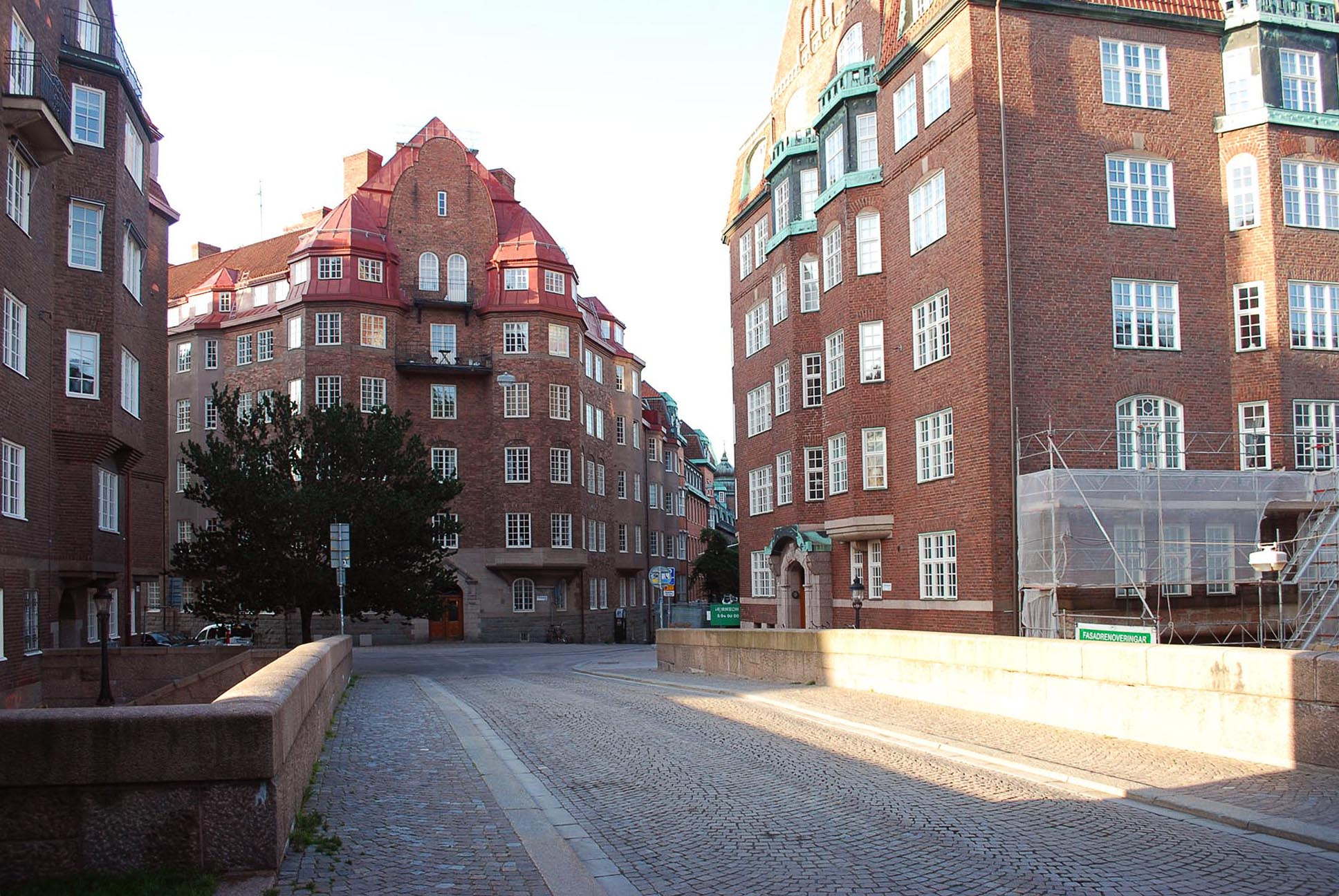
Eriksbergsgatans hus uppförda på 1910-talet.
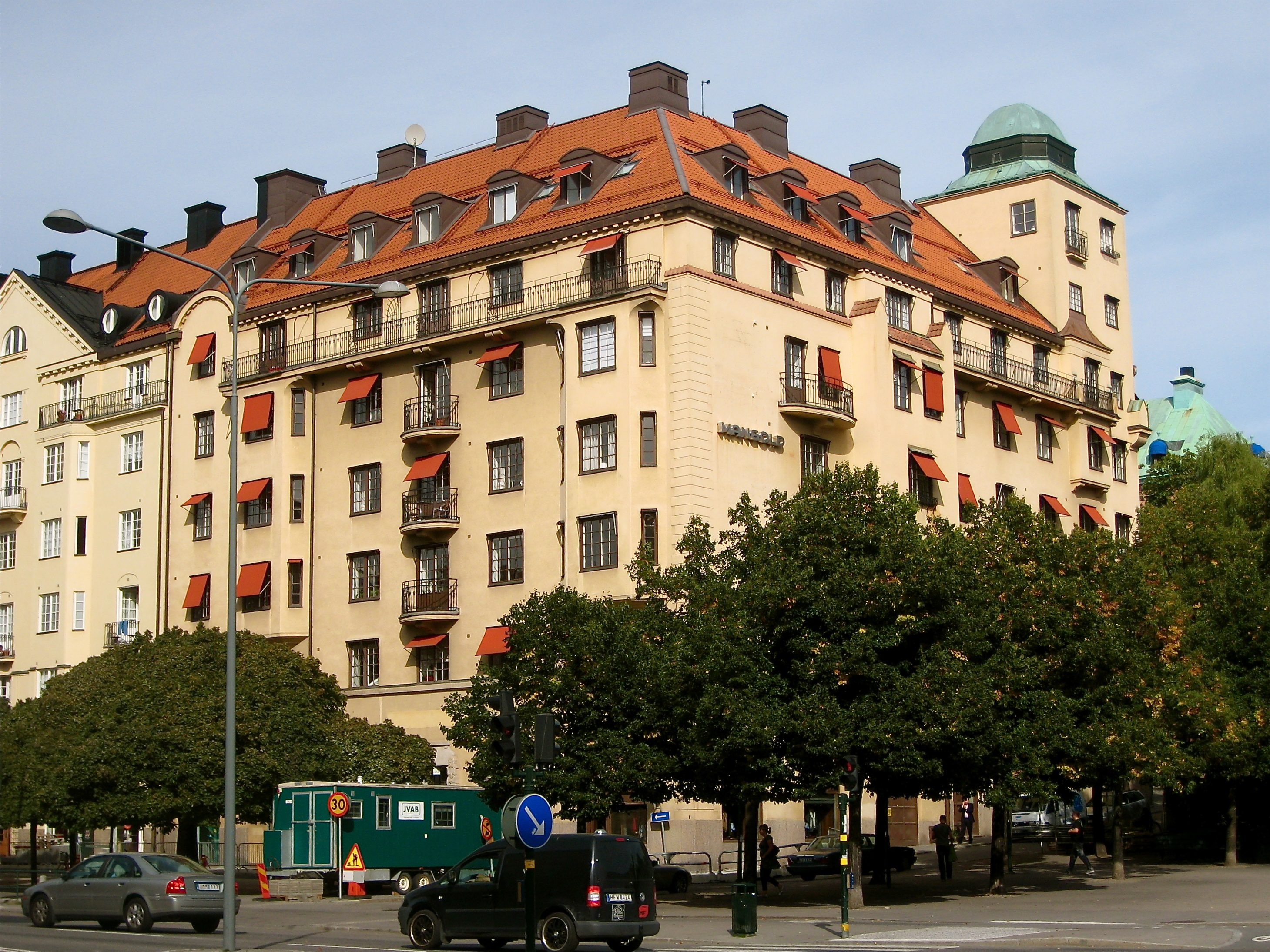
Birger Jarlsgatan 58 (ritat av Hagström & Ekman) 1916.